# Winchester '73
Winchester '73 is een Amerikaanse film uit 1950 van Anthony Mann met in de hoofdrollen James Stewart en Shelley Winters.
Winchester '73 was een onverwacht groot succes in de bioscopen. Hiervan profiteerde ook hoofdrolspeler James Stewart. Omdat de studio zijn salaris van 200.000 dollar te hoog vond, kreeg Stewart een aandeel in de winst. Dit was ongewoon in een tijd dat sterren nog als eigendom van een studio werden gezien. Uiteindelijk leverde de winstdeling Stewart 600.000 dollar op.
Winchester '73 wordt gezien als een doorbraak in het genre van de western. Regisseur Mann was een specialist in film noir en hij gebruikte zijn ervaring in dit genre door Winchester '73 een meer donker karakter te geven, waarbij ook de traditionele nobele held niet langer vrij is van duistere karaktertrekjes. Stewart, die altijd werd gecast als een vriendelijke en eenvoudige man, werd dankzij Mann meer een karakteracteur die ook minder leuke karaktertrekjes vertoont.
Stewart en Mann werkten samen aan vijf westerns: Winchester '73 (1950), Bend of the River (1952), The Naked Spur (1953), The Far Country (1954) en The Man from Laramie (1955). Het werden klassiekers in het westerngenre. De films werden beroemd vanwege het gebruik van het landschap waarbij de regisseur de gevoelens van de hoofdrolspeler in het sfeerbeeld laat uitkomen. In alle vijf films speelt Stewart een personage dat wordt achtervolgd door het verleden en duistere karaktertrekjes vertoont.

## Verhaal

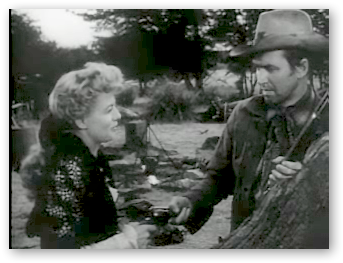
Lola en McAdam

4 juli 1876, Dodge City, Kansas. Twee mannen, Lin McAdam en 'High-Spade' Frankie Wilson achtervolgen de misdadiger 'Dutch Henry' Brown. Ze worden echter tegengehouden door de sheriff, Wyatt Earp. Earp heeft een verbod afgekondigd op het dragen van wapens in Dodge City en eist dat Lin en Frankie hieraan voldoen. Het is feest in de stad en er wordt een schietwedstrijd gehouden met als hoofdprijs een Winchester '73 geweer. Dutch Henry en Lin komen tegen elkaar uit en de laatste wint. Als Lin even later teruggaat naar zijn slaapplaats wordt hij door Dutch Henry overvallen en beroofd van zijn geweer. De outlaw vlucht met zijn bende maar moet zijn wapens achterlaten bij de sheriff. Bij de louche wapenhandelaar Joe Lamont proberen ze wapens te kopen. Lamont is echter uit op de Winchester. Uiteindelijk ruilt Dutch Henry het geweer voor driehonderd dollar in goud en diverse pistolen. De wapenhandelaar trekt verder en probeert een verzameling oude wapens te verkopen aan een groep indianen onder leiding van Young Bull. De indianenleider ziet echter de Winchester en eist het wapen op. Als Lamont weigert, wordt hij beroofd en gescalpeerd. De indianen overvallen vervolgens een huifkar, met daarin Lola, een meisje uit Dodge City en haar verloofde Steve Miller. Als de indianen aanvallen vlucht Steve en laat Lola aan haar lot over. Als Steve echter een groepje cavaleristen van het Amerikaanse leger ziet, keert hij terug en redt Lola. De indianen vallen nu de soldaten aan, die aanvankelijk in het nauw worden gedreven. Maar Lin en Frankie, die nog altijd Dutch Henry achtervolgen, komen te hulp en geven tactische adviezen. In de volgende strijd wordt Young Bull gedood en vluchten de indianen. Lin en Frankie gaan weer achter Dutch aan en zien niet hoe Doan, een jonge cavaleriesoldaat de Winchester vindt. Doan schenkt het wapen aan Steve Miller als extra bescherming. Miller en Lola komen aan bij het huis van de Jamesons. Lola is daar uitgenodigd om mevrouw Jameson gezelschap te houden. Het huis van de Jamesons krijgt echter bezoek van Waco Dean, een lid van de bende van Dutch Henry. Waco ziet de Winchester en daagt Miller uit tot een duel. De laatste wordt doodgeschoten door Waco die het geweer meeneemt. Maar Waco verliest de Winchester weer aan Dutch Henry, zijn bendeleider. Als de bende van Dutch Henry niet lang daarna een overval wil uitvoeren worden ze gestoord door Lin. Hij is de bende op het spoor gekomen dankzij Lola. De bende slaat op de vlucht en Lin en Dutch staan tegenover elkaar. Lola hoort van Frankie dat Dutch eigenlijk Matthew heet en de broer is van Lin. Een aantal jaren geleden heeft Matthew zijn vader in de rug geschoten en sinds die tijd achtervolgt Lin zijn broer. De geschokte Lola ziet toe hoe Lin zijn broer uiteindelijk doodschiet.

## Rolverdeling

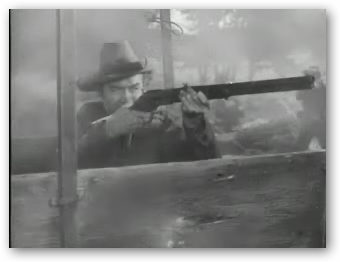
McAdam en zijn Winchester

| Acteur           | Personage                 |
| ---------------- | ------------------------- |
| James Stewart    | Lin McAdam                |
| Shelley Winters  | Lola Manners              |
| Millard Mitchell | High-Spade Frankie Wilson |
| Stephen McNally  | Dutch Henry Brown         |
| Dan Duryea       | Waco Johnnie Dean         |
| Charles Drake    | Steve Miller              |
| John McIntire    | Joe Lamont                |
| Will Geer        | Wyatt Earp                |
| Rock Hudson      | Young Bull                |
| Tony Curtis      | Doan                      |

## Achtergrond

### Historie
De film speelt zich af op en vlak na 4 juli 1876. Het nieuws van de grote nederlaag van General Custer bij Little Big Horn door de Lakota Sioux van Sitting Bull en Crazy Horse, druppelt binnen. In de film wordt hierop ingehaakt als de indianenleider Young Bull vraagt om hetzelfde geweer als Crazy Horse. Er wordt ook kaart gespeeld in de film en op zeker moment zegt een van de kaartspeler dat hij de Dodemans Hand heeft gemist. De Dodemans Hand of Dead Man's hand is afkomstig van een incident uit 1876. Westernlegende Wild Bill Hickok werd doodgeschoten in Deadwood met een full house van azen en achten in zijn hand. Deze kaartvolgorde heet in de Verenigde Staten sindsdien een Dead Man's Hand. Echter Hickok werd doodgeschoten op 2 augustus 1876 een maand na de gebeurtenissen in de film.

### De Winchester '73

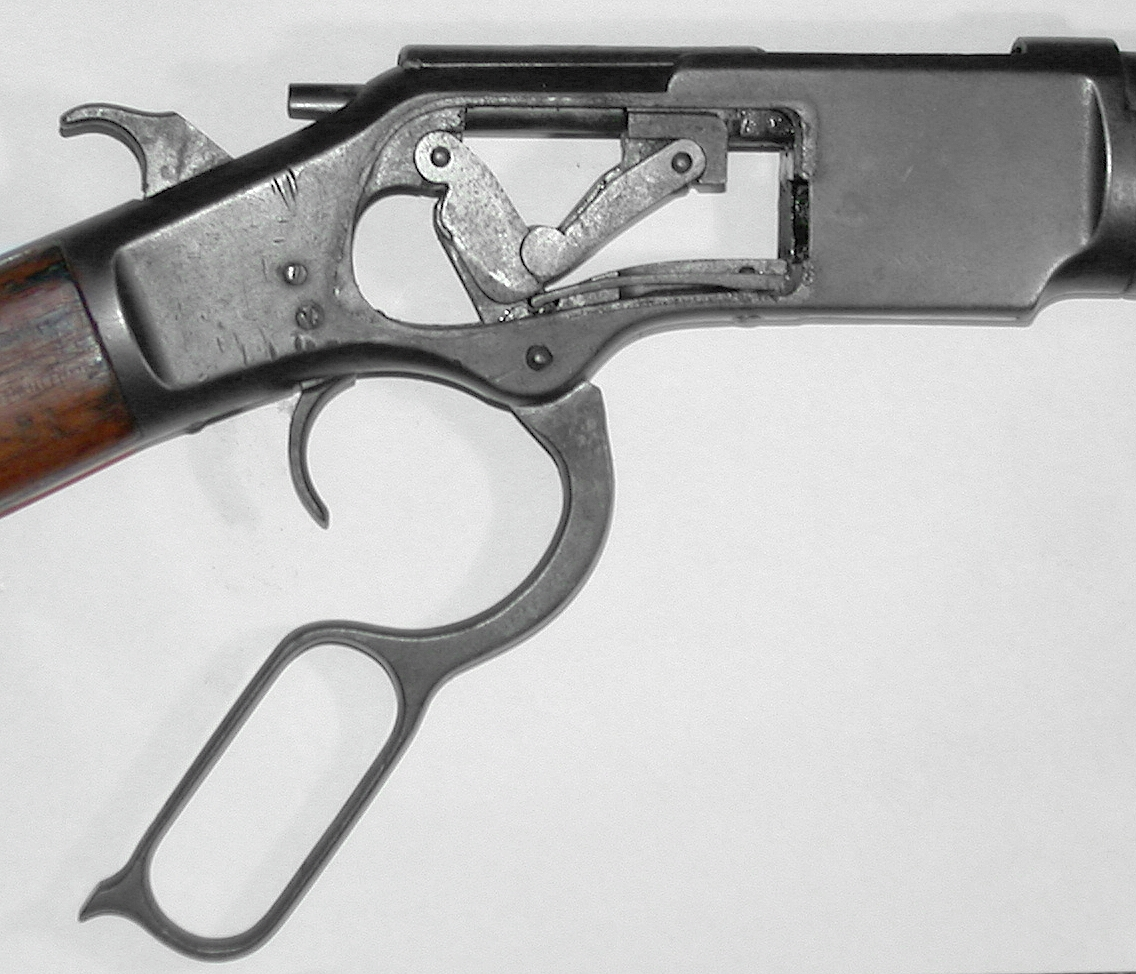
de Winchester '73

De Winchester '73 werd ontwikkeld door de Winchester Repeating Arms Company. Er werden drie varianten van het Model 1973 geproduceerd, het geweer, de karabijn en de musket. De karabijn was de meest populaire variant en had een 20 inch loop. Het wapen was licht en makkelijk te dragen. Het kon worden geladen met munitie van zowel handwapens als geweren. Er werden ruim 720.000 stuks geproduceerd tot 1919. Het wapen was erg populair in het Wilde Westen en kreeg de bijnaam "The Gun that Won the West" (het wapen dat het Westen veroverde). In de film is deze karabijnversie te zien. Als promotie voor de film schreef Universal een wedstrijd uit om nog overgebleven modellen van de Winchester '73 op te sporen. De wedstrijd stimuleerde het verzamelen van antieke wapens en bracht een aantal originele exemplaren van de Winchester boven water.

### Scenario
Het idee voor het scenario kwam van regisseur Fritz Lang. Lang baseerde zich op een verhaal van Stuart N. Lake dat was gepubliceerd in een filmblad. Lake die een expert was op het gebied van Wyatt Earp had ook verhalen geschreven die de basis vormde voor The Westerner (1940) en My Darling Clementine (1946). In het verhaal van Lake is McAdam een schutter die leeft van zijn Winchester. Het verlies van het wapen, betekent ook het einde van zijn broodwinning en zou de reden zijn voor zijn fanatieke pogingen de Winchester te achterhalen. Robert L. Richards schreef voor Lang het eerste scenario. In 1951 zou Lake een rechtszaak tegen Universal beginnen omdat hij niet op de aftiteling wordt genoemd. Hij vroeg $400.000 schadevergoeding. De zaak werd buiten de rechtszaal geschikt. Universal Pictures wilde echter niet dat Diana Productions, het bedrijf van Lang, de film zou produceren. Lang verdween en Universal produceerde nu de film zelf. Anthony Mann werd aangetrokken als regisseur en ook hij bemoeide zich met het scenario. Hij suggereerde aan scenarist Borden Chase om van de Winchester '73 een personage te maken, waarbij het wapen de aanjager is van diverse conflicten. Chase herschreef daarop het scenario van Richards.

### Pre-productie

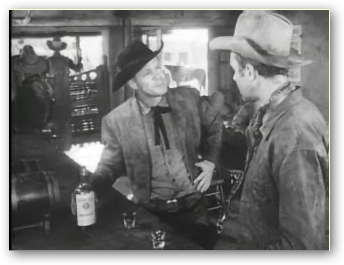
McAdam en Dutch Brown

Fritz Lang begon in december 1946 met de planning van de opnamen voor Winchester '73. Hij wilde de film opnemen in Zion City National Park in Utah en de Valley of Fire, Nevada. Universal en Lang kregen echter ruzie over de productie. Nadat Fritz Lang door Universal aan de kant was gezet werd Anthony Mann als regisseur aangetrokken. James Stewart, die onder de indruk was van Manns films, had Universal gevraagd hem in te huren. Universal ging akkoord ondanks het feit dat Mann een veel minder bekend regisseur was dan Fritz Lang. James Stewart zelf had aan Universal gevraagd om de film Harvey te maken. Universal wilde echter niet het salaris van 200.000 dollar betalen dat Stewart vroeg. Studiobaas William Goetz deed toen een opmerkelijk voorstel. Stewart zou zowel Harvey als Winchester '73 maken een en daarvoor een percentage van de winst krijgen. Vanwege de belasting zou het percentage uitgekeerd worden over een langere periode waarbij Stewart zou worden aangeslagen als een bedrijf en niet als een persoon. Uiteindelijk kreeg Stewart 50% van de winst, hetgeen hem 600.000 dollar opleverde. Ook kreeg Stewart controle over het aantrekken van de regisseur en de acteurs. Deze deal tussen Stewart en Universal werd al snel de norm in de onderhandelingen tussen sterren en de studio. Het maakte een einde aan de oude praktijken waarbij studio vaak langdurende contracten afsloten met hun sterren.

### Productie
De opnames werd gemaakt op locatie in Mescal en Tucson in Arizona. De opnames in de studio werd gemaakt in de Universal Studios in Universal City, Californië. In een van de scènes schiet het personage van Stewart, Lin McAdam, een kogel door een postzegel. In werkelijkheid was het scherpschutter en Winchestermedewerker Herb Parsons die dit wapenfeit uitvoerde. Parsons trainde ook Stewart in het gebruik van het wapen. Om geloofwaardig over te komen oefende James Stewart zo vaak met de Winchester '73 dat de knokkels van zijn vingers ontveld waren en onder het bloed zaten. In de film berijdt Stewart een paard dat hij in 1949 had geselecteerd. Het dier had de naam Pie en Stewart was erg op het dier gesteld. Hoewel het verhuurbedrijf Pie nooit aan James Stewart verkocht, mocht hij het dier berijden in meerdere westerns die Stewart maakte tussen 1950-1969. Shelley Winters en Stewart moesten ook enkele liefdesscènes spelen in de film. Winters maakte zich zorgen hierover. Ze wilde graag dat de linkerkant van haar gezicht werd gefilmd omdat dit haar beste kant was. Helaas was het ook de beste kant van Stewart. De acteur, altijd een gentleman, liet Winters weten dat bij de liefdesscènes haar linkerkant gefilmd zou worden.

## Remake
In 1967 werd door Universal TV voor televisie een remake gemaakt met dezelfde titel en onder regie van Herschel Daugherty. In de hoofdrollen zijn onder andere te zien Tom Tryon, John Saxon, Dan Duryea, en John Drew Barrymore.